# 高田潤
高田 潤（たかだ じゅん、1980年11月3日 - ）は、JRA所属の騎手。兄は辻野泰之厩舎の調教助手である高田建吾。競馬学校騎手課程15期生。
愛称は「ズン坊」。これは藤田伸二が名付けた（藤田伸二オフィシャルブログ「藤田伸二の男道」より）。

## 来歴
1999年3月6日、中京競馬第1競走でデビュー（ヤマカツロバリーに騎乗し14頭立ての7着）。この年の6月5日、中京競馬第5競走でブイクリッパーに騎乗した際に1レースで2度落馬しながら再騎乗して完走と言う珍しい記録を樹立した。初勝利は同年6月12日の中京競馬第1競走のエアウィンスレット。
デビュー2年目より障害競走にも騎乗を開始し、2001年に小倉サマージャンプをヒサコーボンバーで制して障害重賞を初騎乗で初制覇。近年は障害レースでの活躍が目立っている。平地重賞は、2006年神戸新聞杯でドリームパスポートに騎乗して初勝利を挙げた。同馬には2006年の皐月賞でも騎乗し、2着に好走している（この時はミルコ・デムーロの騎乗停止処分による乗り替わりであった）。
同一週に行われる平地と障害のGI（2006年4月15日中山グランドジャンプ・アズマビヨンド騎乗、4月16日皐月賞・ドリームパスポート騎乗）に両方騎乗した騎手は高田が初めてである。
翌2007年にも12月22日中山大障害・キングジョイと、12月23日有馬記念・ドリームパスポートに騎乗。この年高田はまだ勝利がなかったが、有馬記念に騎乗する騎手が未勝利であったというのは例がなく、当時のスポーツ新聞などで話題になり、12月21日の日刊スポーツでは一面で取り上げられたものの、中山大障害2着・有馬記念6着と共に敗れ、結局2007年は未勝利に終わった。
2007年2月11日の京都競馬第4競走の障害戦で落馬し、両側肺挫傷、左眼瞼挫傷、外傷性血気胸、頭部外傷の重傷を負う。療養後、5月6日に復帰した。
2008年12月27日、中山大障害をキングジョイで制し、悲願のJ・GI初勝利となった。
2010年8月21日、新潟ジャンプステークスをコウエイトライで制し、JRAの障害重賞競走が行われる6つの競馬場すべてで障害重賞競走に勝利したことになったが、これは1999年に障害競走にグレード制が導入されて以降、史上初の記録である。なお、コウエイトライにとってもグランドマーチスとバローネターフに並ぶ障害重賞競走での勝利数レコード7勝という記録を達成することになった。
2012年4月1日、阪神競馬第4競走をナリタシャトルで勝利し、JRA通算100勝を達成。
2013年は障害競走で14勝を挙げ、初のJRA賞最多勝利障害騎手を獲得した。
2011年から2014年にかけて小倉サマージャンプを4連覇しており、そのすべてを違う馬で勝利している。
2015年5月17日、フランスのオートゥイユ競馬場で障害競走に騎乗（8着）。
2016年9月17日、阪神ジャンプステークスをニホンピロバロンで優勝し、自身2度目となる同一重賞4連覇と史上初の同一重賞7年連続連対の記録を達成。
2021年9月20日の中山競馬第1競走騎乗後に激しい頭痛を訴え、病院に搬送された。検査の結果くも膜下出血を発症していることが判明し、そのまま入院加療となった。同年11月14日に戦列復帰し、初戦となった福島第5競走をジンゴイストで勝利した。
2022年12月3日、中山競馬場の第8競走・イルミネーションジャンプステークスで、メイショウアルトに騎乗していたが2周目4号障害（生垣障害）着地時に人馬ともに転倒し、病院に搬送された。当初の診断は「頭部全身打撲、脳震盪」であったが、翌4日の自身のTwitter投稿ではその後の診断で第二頸椎を骨折しており「折れた骨が大きくズレており、これ以上あとちょっとでもズレていれば命は無かった」「手術が終わるまで頭をネジでとめて首を固定している」ことを明らかにしている。
長期の療養とリハビリを経て、2023年10月下旬に調教に復帰、その後同年11月7日の京都ハイジャンプで実戦復帰を果たした。
2024年6月22日、東京ジャンプステークスをジューンベロシティで制し、自身7年9か月ぶりの重賞勝利で、史上4人目の障害重賞20勝目を達成したが、最後の直線で外側に斜行し2着のロスコフの進路を妨害したとして、順位変更はなかったが同年7月6・7日の2日間の騎乗停止処分となった。同年7月13日、福島4R・障害3歳上オープンでグレートバローズに騎乗して1着となり、初騎乗から2377戦目で現役56人目となるJRA通算200勝を達成した。
2025年2月15日、小倉ジャンプステークスをスマイルスルーに騎乗し1着となり、JRA障害887戦目で障害通算151勝目を挙げ、師匠の松田博資の150勝を超えて障害勝利数単独9位となった。また、障害重賞も23勝目となり、22勝タイであった西谷誠を上回って歴代単独2位となった。

## 人物
- 中学2年の時、ナリタブライアンが勝った菊花賞をテレビで見たのが騎手になるきっかけであった[20]。
- アドマイヤドンらの調教をつけるなど、「調教名人」「仕上げのプロ」と言われる[21]。
- サッカー日本代表の松井大輔とは彼が京都パープルサンガ（現京都サンガF.C.）に所属していた時から友人関係にあり、松井の京都時代のチームメイトであり親友である韓国代表の朴智星も交えて一緒に飲みに出かけるなどの交友がある。[22]
- 2012年3月5日、タレントの藤村えみりと結婚[23][24]。一男一女の父。
- 歌手ではTUBEのファン。最も好きな曲は『虹になりたい』で、カラオケでもよく歌うという[25]。メンバーとも親交があり、前田亘輝の所有馬の一頭であるノブアルコバレーノの名前は高田が名付けた[25]。
- アルコールは全く飲めない[25]。
- デビュー2年目の川田将雅を小倉開催時に飲みに誘ったが断られ、次の日川田がゴルフをしているのを知りブチ切れ5年ほど口を聞かなかったことを川田に暴露されたが本人曰く覚えていないとのこと。

## おもな騎乗馬
太字はGI級競走
- ヒサコーボンバー（2001年小倉サマージャンプ）
- アイディンサマー（2001年阪神ジャンプステークス、京都ハイジャンプ）
- ギフテッドクラウン（2001年東京オータムジャンプ、2002年小倉サマージャンプ）
- ドリームパスポート（2006年皐月賞2着、神戸新聞杯）
- キングジョイ（2007年中山大障害2着、2008年京都ハイジャンプ、2008年中山大障害）
- コウエイトライ（2010年新潟ジャンプステークス）
- ドングラシアス（2011年小倉サマージャンプ）
- エムエスワールド（2012年小倉サマージャンプ）
- オースミムーン（2013年小倉サマージャンプ、阪神ジャンプステークス、東京ハイジャンプ、2015年東京ジャンプステークス、阪神ジャンプステークス）
- メイショウブシドウ（2014年小倉サマージャンプ、阪神ジャンプステークス）
- ニホンピロバロン（2016年京都ハイジャンプ、阪神ジャンプステークス）[26]
- ジューンベロシティ（2024年東京ジャンプステークス、東京ハイジャンプ、2025年東京ジャンプステークス）[27]
- スマイルスルー（2024年京都ジャンプステークス、2025年小倉ジャンプステークス）
- アンクルブラック（2025年京都ハイジャンプ）

## 騎乗成績
|       |                    | 日付           | 競馬場・開催  | 競走名             | 馬名               | 頭数 | 人気 | 着順 |
| ----- | ------------------ | -------------- | ------------- | ------------------ | ------------------ | ---- | ---- | ---- |
| 平 地 | 初騎乗             | 1999年3月6日   | 1回中京7日1R  | 4歳未勝利          | ヤマカツロバリー   | 14頭 | 8    | 7着  |
| 平 地 | 初勝利             | 1999年6月12日  | 3回中京7日1R  | 4歳未勝利          | エアウィンスレット | 16頭 | 5    | 1着  |
| 平 地 | 重賞初騎乗         | 1999年3月14日  | 1回阪神6日11R | 4歳牝馬特別        | ブゼンキャンドル   | 16頭 | 14   | 9着  |
| 平 地 | 重賞初勝利         | 2006年9月24日  | 3回中京6日11R | 神戸新聞杯         | ドリームパスポート | 16頭 | 3    | 1着  |
| 平 地 | GI初騎乗           | 2004年10月17日 | 4回京都4日11R | 秋華賞             | ドルチェリモーネ   | 18頭 | 12   | 13着 |
| 障 害 | 初騎乗             | 2000年1月9日   | 1回京都4日5R  | 障害5歳上未勝利    | イセノダイチ       | 14頭 | 13   | 8着  |
| 障 害 | 初勝利             | 2000年1月29日  | 2回京都1日5R  | 障害5歳上オープン  | マキシマムプレイズ | 11頭 | 7    | 1着  |
| 障 害 | 重賞初騎乗・初勝利 | 2001年7月22日  | 2回小倉4日10R | 小倉サマージャンプ | ヒサコーボンバー   | 10頭 | 6    | 1着  |
| 障 害 | JGI初騎乗          | 2001年12月22日 | 5回中山7日10R | 中山大障害         | カネトシガバナー   | 10頭 | 2    | 中止 |
| 障 害 | JGI初勝利          | 2008年12月27日 | 5回中山7日10R | 中山大障害         | キングジョイ       | 16頭 | 2    | 1着  |

### 通算成績
- JRA騎手名鑑より

| 年度   | 平地競走 | 平地競走 | 平地競走 | 平地競走 | 平地競走 | 平地競走 | 平地競走 | 障害競走 | 障害競走 | 障害競走 | 障害競走 | 障害競走 | 障害競走 | 障害競走 |
| 年度   | 1着      | 2着      | 3着      | 騎乗数   | 勝率     | 連対率   | 複勝率   | 1着      | 2着      | 3着      | 騎乗数   | 勝率     | 連対率   | 複勝率   |
| ------ | -------- | -------- | -------- | -------- | -------- | -------- | -------- | -------- | -------- | -------- | -------- | -------- | -------- | -------- |
| 1999年 | 5        | 9        | 7        | 160      | .031     | .088     | .131     | -        | -        | -        | -        | -        | -        | -        |
| 2000年 | 4        | 0        | 6        | 164      | .024     | .024     | .061     | 2        | 1        | 0        | 19       | .105     | .158     | .158     |
| 2001年 | 13       | 14       | 12       | 315      | .041     | .086     | .124     | 9        | 2        | 1        | 36       | .250     | .306     | .333     |
| 2002年 | 6        | 3        | 5        | 105      | .057     | .086     | .133     | 7        | 5        | 3        | 34       | .206     | .353     | .441     |
| 2003年 | 9        | 5        | 6        | 115      | .078     | .122     | .174     | 3        | 2        | 2        | 25       | .120     | .200     | .280     |
| 2004年 | 2        | 4        | 6        | 72       | .028     | .083     | .167     | 2        | 4        | 0        | 17       | .118     | .353     | .353     |
| 2005年 | 0        | 3        | 4        | 40       | .000     | .075     | .175     | 3        | 2        | 2        | 27       | .111     | .185     | .259     |
| 2006年 | 5        | 4        | 1        | 63       | .079     | .143     | .159     | 4        | 4        | 4        | 33       | .121     | .242     | .364     |
| 2007年 | 0        | 1        | 1        | 28       | .000     | .036     | .071     | 0        | 2        | 1        | 20       | .000     | .100     | .150     |
| 2008年 | 0        | 1        | 1        | 17       | .000     | .059     | .118     | 5        | 1        | 2        | 36       | .139     | .167     | .222     |
| 2009年 | 0        | 0        | 0        | 11       | .000     | .000     | .000     | 1        | 3        | 3        | 36       | .028     | .111     | .194     |
| 2010年 | 0        | 1        | 2        | 38       | .000     | .026     | .079     | 11       | 5        | 4        | 53       | .208     | .302     | .377     |
| 2011年 | 0        | 0        | 1        | 40       | .000     | .000     | .025     | 7        | 7        | 2        | 43       | .163     | .326     | .372     |
| 2012年 | 1        | 3        | 0        | 37       | .027     | .108     | .108     | 4        | 5        | 2        | 30       | .133     | .300     | .367     |
| 2013年 | 2        | 7        | 3        | 58       | .034     | .155     | .207     | 14       | 6        | 2        | 39       | .359     | .513     | .564     |
| 2014年 | 1        | 1        | 0        | 31       | .032     | .065     | .065     | 6        | 7        | 4        | 34       | .176     | .382     | .500     |
| 2015年 | 1        | 1        | 1        | 26       | .038     | .077     | .115     | 11       | 8        | 9        | 46       | .239     | .413     | .609     |
| 2016年 | 3        | 2        | 4        | 49       | .061     | .102     | .184     | 10       | 6        | 4        | 36       | .278     | .444     | .556     |
| 2017年 | 2        | 3        | 3        | 36       | .056     | .139     | .222     | 4        | 2        | 4        | 29       | .138     | .207     | .345     |
| 2018年 | 1        | 0        | 0        | 52       | .019     | .019     | .019     | 5        | 6        | 5        | 47       | .106     | .234     | .340     |
| 2019年 | 0        | 1        | 2        | 38       | .000     | .026     | .079     | 7        | 7        | 6        | 41       | .171     | .341     | .488     |
| 中央   | 55       | 63       | 65       | 1495     | .037     | .079     | .122     | 115      | 85       | 60       | 681      | .169     | .294     | .382     |
| 地方   | 3        | 2        | 3        | 30       | .100     | .167     | .267     |          |          |          |          |          |          |          |

### 表彰
- JRA賞(最多勝利障害騎手) 2013年
- 優秀障害騎手賞1位 2013年